# Štitáre
Štitáre (Hongaars: Alsócsitár) is een Slowaakse gemeente in de regio Nitra, en maakt deel uit van het district Nitra. De gemeente behoort tot de streek Zoboralja.
Štitáre telt 725 inwoners. Tussen 1975 en 2003 behoorde het grondgebied tot de stad Nitra. Vanaf 2003 is de gemeente weer zelfstandig.
De gemeente is onderdeel van de Zoboralja een etnisch Hongaarse regio nabij de stad Nitra.